# Usagi Yojimbo
Usagi Yojimbo (兎用心棒, Usagi Yōjinbō lit. "coelho guarda-costa") é uma série de quadrinhos criada e desenhada pelo cartunista nipo-americano Stan Sakai em 1987. Ele é definido principalmente no início do período Edo da história japonesa e apresenta animais antropomórficos que substituem os humanos. O personagem principal é um coelho ronin, Miyamoto Usagi, a quem Sakai baseou-se parcialmente no famoso espadachim Miyamoto Musashi. Usagi perambula pela terra em um musha shugyo (peregrinação do guerreiro), ocasionalmente vendendo seus serviços como guarda-costas.
Com grande influência do cinema japonês, Usagi Yojimbo incluiu referências ao trabalho de Akira Kurosawa (o título da série é derivado do filme Yojimbo de Kurosawa lançado em 1960) e a outros ícones do cinema japonês popular como Lobo Solitário, Zatoichi e Godzilla. A série também é influenciada um pouco por Groo the Wanderer por Sergio Aragonés (série na qual Sakai foi o letrista), mas o tom geral de Usagi Yojimbo é um pouco mais sério. A série segue a tradicional convenção de nomeação japonesa para todos os personagens apresentados: sobrenomes seguidos por seus prenomes.
A série foi de grande sucesso, vendeu bonecos, roupas, e o coelho, Usagi, até apareceu em um episódio da série Teenage Mutant Ninja Turtles de Kevin Eastman e Peter Laird.
Os livros são basicamente episódicos, com enredos maiores subjacentes que criam longos arcos de histórias estendidos - embora existam algumas narrativas de romance. As histórias incluem muitas referências à história japonesa e ao folclore japonês, e às vezes incluem criaturas míticas. A arquitetura, roupas, armas e outros objetos são desenhados com fidelidade ao estilo do período. Muitas vezes há histórias cujo objetivo é ilustrar vários elementos das artes e ofícios japoneses, como a criação de pipas, espadas e cerâmica. Esses esforços foram bem-sucedidos o suficiente para que a série recebesse o prêmio Parents 'Choice em 1990 por seu valor educacional através da "habilidosa tecelagem de fatos e lendas de Sakai em seu trabalho".
Usagi Yojimbo apareceu pela primeira vez em Albedo Anthropomorphics #2, publicado pela Thoughts and Images em novembro de 1984. Stan Sakai aceitou uma oferta para transferir seu coelho guerreiro para a Fantagraphics Books, onde apareceu em várias edições da antologia de animais antropomórficos Critters. A popularidade de Usagi influenciou a Fantagraphics a lançar o Special de Verão Usagi Yojimbo em outubro de 1986 e então dar ao coelho ronin sua própria série em andamento com a edição # 1 sendo publicada em julho de 1987.Usagi foi nomeada o 31º maior personagem de quadrinhos pela revista Empire  e ficou em 92º lugar na lista da IGN dos 100 maiores heróis de quadrinhos. A Rolling Stone nomeou Usagi Yojimbo  como o quadragésimo terceiros na lista das 50 Melhores Graphic Novels que não do gênero super-herói.
Entre os admiradores públicos da série encontram-se Alejandro Jodorowsky, Matt Wagner, Sergio Aragonés e Will Eisner.
No Brasil, a Via Lettera lançou os 3 primeiros arcos de história. Posteriormente, a Editora Devir lançou outros livros do personagem.

## Histórico
Sakai originalmente planejou que Usagi e outros personagens fossem humanos em histórias explicitamente modeladas na vida de Miyamoto Musashi. No entanto, uma vez que Sakai estava rabiscando, ele desenhou as orelhas de coelho amarradas em um topete no herói proposto e ficou satisfeito com a imagem distinta. Usagi foi inicialmente concebido como um personagem de apoio em The Adventures of Nilson Groundthumper and Hermy, uma breve série que antecede Usagi Yojimbo. Sakai expandiu a ideia de um samurai de coelho e seu mundo assumiu uma natureza antropomorfizada de cartoons, criando um cenário de fantasia que atendia às suas necessidades dramáticas com um olhar único que ele achava que poderia atrair os leitores.
Usagi apareceu pela primeira vez na antologia Albedo Anthropomorphics em 1984, e mais tarde na antologia de animais antropomórficos Critters da Fantagraphics Books, antes de aparecer em sua própria série em 1987. A série Usagi Yojimbo foi publicada por três editoras diferentes. A primeira editora foi a Fantagraphics (volume um; 38 edições regulares, mais um Summer Special e três The Art of Usagi Yojimbo). A segunda foi a Mirage Comics (volume dois; 16 edições). A terceira é a Dark Horse Comics, pela qual Usagi Yojimbo ainda está sendo publicada (como volume três, mais de 140 edições), e que também lançou um quarta Special Color. Uma quarta editora, a Radio Comix, publicou duas edições de The Art of Usagi Yojimbo, que continham uma seleção de desenhos inéditos, esboços de convenções e outras obras de arte Usagi Yojimbo diversas. A primeira edição também incluiu um conto original de Usagi Yojimbo. Em 2004, a Dark Horse Comics publicou um volume de capa dura do Vigésimo Aniversário também intitulado The Art of Usagi Yojimbo.
Como Usagi Yojimbo é um série de propriedade de Sakai, que tem a propriedade completa e exclusiva do personagem, Miyamoto Usagi tem sido capaz de aparecer em contos ocasionais publicados por outras empresas que não a atualmente publicando sua série. Usagi apareceu em histórias publicadas pela Cartoon Books, pela[Oni Press, pela Sky Dog Press, pela Wizard Press e, mais recentemente, pelo livro beneficente Drawing the Line, cujos produtos foram para o Princess Margaret Hospital e Hospital for Sick Children, ambos em Toronto, para pesquisa contra o câncer.
Sakai já experimentou formatos para Usagi Yojimbo, como quando publicou a história colorida "Green Persimmon" primeiro como doze capítulos separados de duas páginas, publicados no catálogo mensal "Previews" da Diamond Comic Distributor. Ele também publicou dois contos em formato de história em quadrinhos na publicação promocional Dark Horse Extra, do tamanho de um tablóide. As histórias de Usagi Yojimbo também foram criadas como histórias de "gags" de uma única página e como aventuras épicas de múltiplos episódios.
Usagi também apareceu várias vezes em obras da franquia Tartarugas Mutantes Ninja (os quadrinhos, todos ad três séries animadas e suas respectivas linhas de brinquedos), e as Tartarugas também apareceram em Usagi Yojimbo. Na série de 1987, "Usagi Yojimbo" é incorretamente usado como seu nome real, mas na série de 2003, onde ele apareceu com muito mais freqüência, ele foi referido corretamente como Miyamoto Usagi. Ele foi acompanhado por Gen e outros personagens de suas histórias em suas aparições na série de 2003. A primeira aparição de Usagi na série de 2012 foi no episódio da quinta temporada "Yojimbo", que foi escrito por Sakai. Em suas aparições como convidado, ele é o mais próximo de Leonardo, ambos compartilhando os mesmos ideais e códigos de ética.  A versão em quadrinhos também faz várias referências ao trocadilho com Groo the Wanderer, de Sergio Aragonés, em cuja publicação Sakai também esteve envolvida.
Além disso, Sakai criou uma minissérie chamada Space Usagi, com personagens semelhantes aos da série original, incluindo um descendente de Miyamoto Usagi, mas ambientado em um cenário futurista que também imitava o Japão feudal de maneira política e estilística. Três minissérie de três edições cada e duas histórias curtas com os personagens foram produzidas. Sakai tem planos provisórios para produzir uma quarta minissérie Space Usagi, mas nada foi anunciado ainda.
No verão de 2014, Sakai, depois de um hiato de dois anos, retornou com uma mini-série intitulada Usagi Yojimbo Senso. Senso é a palavra japonesa para "guerra", refere-se  a A Guerra dos Mundos, o romance de H. G. Wells sobre os marcianos que invadiram a Terra. 'Senso' conta a história de marcianos que invadiram o Japão cerca de 20 anos após os eventos da série principal de 'Usagi Yojimbo', e também forma uma ponte para o Space Usagi publicado anteriormente.
Em maio de 2015, Sakai retornou à Usagi Yojimbo com o lançamento da 145ª edição.

## Recepção

### Prêmios e indicações
| Ano  | Prêmio       | Categoria                             | Indicação     | Resultado | Ref    |
| ---- | ------------ | ------------------------------------- | ------------- | --------- | ------ |
| 1996 | Eisner Award | Best Letterer                         | Usagi Yojimbo | Indicado  |        |
| 1996 | Eisner Award | Talent Deserving of Wider Recognition | Usagi Yojimbo | Venceu    |        |
| 1999 | Eisner Award | Melhor Série Continuada               | Usagi Yojimbo | Venceu    |        |
| 2009 | Eisner Award | Melhor Série Continuada               | Usagi Yojimbo | Indicado  | [ 21 ] |
| 2012 | Eisner Award | Eisner Award for "Best Lettering      | Usagi Yojimbo | Indicado  | [ 22 ] |
| 2012 | Eisner Award | Melhor Série Continuada               | Usagi Yojimbo | Venceu    |        |
| 2015 | Eisner Award | Melhor Série Continuada               | Usagi Yojimbo | Venceu    | [ 23 ] |
| 2015 | Eisner Award | Eisner Award for "Best Lettering      | Usagi Yojimbo | Indicado  |        |

O Japanese American National Museum, em Little Tokyo, Los Angeles, apresentou uma exposição intitulada "Year of the Rabbit: Stan Sakai's Usagi Yojimbo", de 9 de julho a 30 de outubro de 2011.

## Alusões a filmes
Vários personagens do mundo de Usagi são inspirados ou fazem referência a filmes samurais. O ex-lorde de Usagi é chamado Mifune, que é uma homenagem a Toshiro Mifune, um ator que atuou em inúmeros filmes clássicos de samurai. Gen, o caçador de recompensas de rinocerontes, inspirou-se nos personagens famosos por Toshiro Mifune nos filmes samurais Yojimbo e Sanjuro. Zato-Ino, o porco espadachim Cego, é uma referência e uma homenagem ao personagem cinematográfico deZatoichi. A história "Lone Goat and Kid" apresenta um assassino que vagueia com seu filho em um carrinho de bebê, referindo-se à série de filmes/mangás, Lobo Solitário de Kazuo Koike e Goseki Kojima. Mais significativamente, o nome do personagem principal, Miyamoto Usagi, é uma homenagem a "Miyamoto Musashi", o samurai histórico mais famoso do Japão e autor do Livro dos Cinco Anéis, e usagi, a palavra em japonês para "coelho". um volume também cita como influência a Trilogia Samurai de Hiroshi Inagaki, que apresenta Miyamoto Musashi como protagonista.) Sua amiga Tomoe Ame, uma samurai felina, é inspirada na samurai  Tomoe Gozen. O enredo "The Dragon Bellow Conspiracy" inclui elementos reminiscentes dos filmes clássicos de Akira Kurosawa, Os Sete Samurais e A Fortaleza Escondida, particularmente a maneira que Usagi reune vários aliados para invadir a fortaleza de um lorde do mal.

## Aparições na televisão
Usagi apareceu pela primeira vez nos episódios 32 e 34 na terceira temporada da série animada Teenage Mutant Ninja Turtles de 1987. Ele apareceu em episódios 23-26 na segunda temporada da série animada Teenage Mutant Ninja Turtles de 2003 em um torneio interdimensional contra as Tartarugas (junto com Gen). Ele e Gen apareceram novamente nos episódios 1 e 22-23 da 3ª temporada em uma festa de Natal e uma continuação da história da segunda temporada (que destacou seu mundo e personagens), respectivamente. Usagi novamente apareceu no episódio 13 da 4ª temporada para um confronto com Leonardo, embora o foco principal era Gen. Usagi e Gen também compareceram ao casamento de April O'Neil e Casey Jones no episódio 13 da 7 ª temporada (Back to the Sewer) intitulado "Wedding Bells and Bytes".

Em setembro de 2016, uma aparição de Usagi também foi anunciada para a série Teenage Mutant Ninja Turtles de 2012. Ele aparece na quinta temporada (que é intitulada Tales of Teenage Mutant Ninja Turtles) nos episódios da 5ª temporada"Yojimbo", "Osroshi no Tabi" e "Kagayakei Kintaro", onde as tartarugas são arremessadas em sua dimensão, e se uniram para salvar uma criança e proteger do mal antigo. Ele se torna um dos maiores aliados interdimensionais e especialmente mais próximo de Leonardo.
Em 8 de fevereiro de 2018, foi anunciado que o personagem ganhará uma série solo em CGI pela Gaumont Animation. Em 15 de julho de 2020, Gaumont anunciou que a série será lançada mundialmente exclusivamente na Netflix, com o título Samurai Rabbit: The Usagi Chronicles.

## Edições encadernadas egraphic novels

### Volumes numerados
- Book 1: The Ronin (1987, Fantagraphics) – publicadas originalmente em  Albedo Anthropomorphics #2, 3, e 4; Usagi Yojimbo: Summer Special #1; The Doomsday Squad #3; eCritters #1, 3, 6, 7, 10, 11, e 14
- Book 2: Samurai (1989, Fantagraphics) – publicadas originalmente em Usagi Yojimbo (vol. 1) #1–6
- Book 3: Wanderer's Road (1989, Fantagraphics) – publicadas originalmente em Usagi Yojimbo (vol. 1) #7–12 e uma história de Turtle Soup (vol. 1) #1
- Book 4: Dragon Bellow Conspiracy (1991, Fantagraphics) – publicadas originalmente em Usagi Yojimbo (vol. 1) #13–18
- Book 5: Lone Goat and Kid (1992, Fantagraphics) – publicadas originalmente em Usagi Yojimbo (vol. 1) #19–24
- Book 6: Circles (1994, Fantagraphics) – publicadas originalmente em Usagi Yojimbo (vol. 1) #25–31 e uma história de Critters #50
- Book 7: Gen's Story (1996, Fantagraphics) – publicadas originalmente em Usagi Yojimbo (vol. 1) #32–38 e uma história de Critters #38
- Book 8: Shades of Death (1997, Dark Horse) – publicadas originalmente em Usagi Yojimbo (vol. 2) #1–6 e histórias das edições #7–8
- Book 9: Daisho (1998, Dark Horse) – publicadas originalmente em Usagi Yojimbo (vol. 2) #7–12 e 14
- Book 10: The Brink of Life and Death (1998, Dark Horse) – publicadas originalmente em Usagi Yojimbo (vol. 2) #13 e 15–16 e Usagi Yojimbo (vol. 3) #1–6
- Book 11: Seasons (1999, Dark Horse) – publicadas originalmente em Usagi Yojimbo (vol. 3) #7–12 e Usagi Yojimbo Color Special: Green Persimmon #1, e histórias de Usagi Yojimbo Roleplaying Game e The Art of Usagi Yojimbo #1
- Book 12: Grasscutter (1999, Dark Horse) – publicadas originalmente em Usagi Yojimbo (vol. 3) #13–22
- Book 13: Grey Shadows (2000, Dark Horse) – publicadas originalmente em Usagi Yojimbo (vol. 3) #23–30
- Book 14: Demon Mask (2001, Dark Horse) – publicadas originalmente em Usagi Yojimbo (vol. 3) #31–38 e histórias de Dark Horse Presents (vol. 1) #140, Dark Horse Presents Annual #3, Wizard magazine #97, Oni Double Feature #11, e Dark Horse Extra #20–23
- Book 15: Grasscutter II – Journey to Atsuta Shrine (2002, Dark Horse) – publicadas originalmente em Usagi Yojimbo (vol. 3) #39–45
- Book 16: The Shrouded Moon (2003, Dark Horse) – publicadas originalmente em Usagi Yojimbo (vol. 3) #46–52
- Book 17: Duel at Kitanoji (2003, Dark Horse) – publicadas originalmente em Usagi Yojimbo (vol. 3) #53–60
- Book 18: Travels with Jotaro (2004, Dark Horse) – publicadas originalmente em Usagi Yojimbo (vol. 3) #61–68
- Book 19: Fathers and Sons (2005, Dark Horse) – publicadas originalmente em Usagi Yojimbo (vol. 3) #69–75
- Book 20: Glimpses of Death (2006, Dark Horse) – reúne Usagi Yojimbo (vol. 3) #76–82 e uma história de Drawing the Line
- Book 21: The Mother of Mountains (2007, Dark Horse) – publicadas originalmente em Usagi Yojimbo (vol. 3) #83–89
- Book 22: Tomoe's Story (2008, Dark Horse) – publicadas originalmente em Usagi Yojimbo (vol. 3) #90–93 e histórias de Usagi Yojimbo Color Special #1–3
- Book 23: Bridge of Tears (2009, Dark Horse) – publicadas originalmente em Usagi Yojimbo (vol. 3) #94–102
- Book 24: Return of the Black Soul (2010, Dark Horse) – reúne Usagi Yojimbo (vol. 3) #103–109 e uma história de Free Comic Book Day: Star Wars / Dark Horse All Ages #1
- Book 25: Fox Hunt (2011, Dark Horse) – publicadas originalmente em Usagi Yojimbo (vol. 3) #110–116 e uma história de MySpace Dark Horse Presents #18
- Book 26: Traitors of the Earth (2012, Dark Horse) – publicadas originalmente em Usagi Yojimbo (vol. 3) #117–123 e histórias de Dark Horse Maverick 2001 #1 e MySpace Dark Horse Presents #35
- |Book 27: A Town Called Hell (2013, Dark Horse) – publicadas originalmente em Usagi Yojimbo (vol. 3) #124–131
- Book 28: Red Scorpion (2014, Dark Horse) – publicadas originalmente em Usagi Yojimbo (vol. 3) #132–138
- Book 29: Two Hundred Jizo (2015, Dark Horse) – publicadas originalmente em Usagi Yojimbo (vol. 3) #139–144 e histórias de Dark Horse Presents (vol. 2) #7 e 35–36
- Book 30: Thieves and Spies (2016, Dark Horse) – publicadas originalmente em Usagi Yojimbo (vol. 3) #145–151
- Book 31: The Hell Screen (2017, Dark Horse) – publicadas originalmente em Usagi Yojimbo (vol. 3) #152–158
- Book 32: Mysteries (2018, Dark Horse) – publicadas originalmente em Usagi Yojimbo (vol. 3) #159–165

### Coleções Omnibus
- Usagi Yojimbo: The Special Edition (2009, Fantagraphics) – publicadas originalmente nos livros #1–7
- The Usagi Yojimbo Saga
  - Volume 1 (2014, Dark Horse) – publicadas originalmente nos livros #8–10
  - Volume 2 (2015, Dark Horse) – publicadas originalmente nos livros #11–13
  - Volume 3 (2015, Dark Horse) – publicadas originalmente nos livros #14–16
  - Volume 4 (2015, Dark Horse) – publicadas originalmente nos livros #17–19
  - Volume 5 (2015, Dark Horse) – publicadas originalmente nos livros #20–22
  - Volume 6 (2016, Dark Horse) – publicadas originalmente nos livros #23–25
  - Volume 7 (2016, Dark Horse) – publicadas originalmente nos livros #26–28
  - Legends (2017, Dark Horse) – publicadas originalmente em Space Usagi, Yokai, e Senso e uma história de CBLDF Liberty Annual 2014 #1

### Outras coleções e graphic novels
- Space Usagi (1998, Dark Horse) – publicadas originalmente em Space Usagi (vol. 1) #1–3, Space Usagi (vol. 2) #1–3, e Space Usagi (vol. 3) #1–3, e histórias de Usagi Yojimbo Color Special #3 e Teenage Mutant Ninja Turtles (vol. 1) #47
- Usagi Yojimbo: Yokai (2009, Dark Horse) – graphic novel original
- Usagi Yojimbo: Senso (2015, Dark Horse) – publicadas originalmente em Usagi Yojimbo: Senso #1–6

### Art books
- The Art of Usagi Yojimbo (2004, Dark Horse) – inclui histórias de Trilogy II Tour Book e da edição em capa dura Usagi Yojimbo Book Four
- The Sakai Project: Artists Celebrate Thirty Years of Usagi Yojimbo (2014, Dark Horse)
- Usagi Yojimbo Gallery Edition Volume 1: Samurai and Other Stories (2015, Dark Horse)
- Usagi Yojimbo Gallery Edition Volume 2: The Artist and Other Stories (2016, Dark Horse)

### Editados no Brasil
- Usagi Yojimbo (Via Lettera)
  - Ronin  (março de 2000) (ISBN 9788586932168)
  - Samurai (abril de 2000) (ISBN 9788586932083)
  - Bushido (setembro de 2000) (ISBN 9788586932267)

- Usagi Yojimbo (Devir Livraria)
  - Sombras da Morte (abril de 2007)   (ISBN 9788575322772)
  - Daisho           (2008)            (ISBN 9788575323113)
  - O Limiar da Vida e da Morte (2012) (ISBN 9788575325018)

## Obras relacionadas
Um projeto para uma série animada de televisão de Space Usagi, foi cancelado após o fracasso de Bucky O'Hare and Toad Wars. No entanto, Space Usagi foi uma das figuras de ação produzidas na linha Teenage Mutant Ninja Turtles.
Duas edições de um jogo de RPG de mesa da Usagi foram feitas, uma versão de 1998 pela Gold Rush Games e uma versão de 2005 pela Sanguine Productions. Uma segunda edição da versão de 2005 foi publicada após o sucesso de uma campanha de financiamento coletivo no Kickstarter em 2019.
O quadrinho é a base de dois videogames: Samurai Warrior: The Battles of Usagi Yojimbo de 1988 e Usagi Yojimbo: Way of the Ronin de 2013.